# Гуменюк Іван («Архип»)
Гуменюк Іван (Архип, Сум; 1921, Багатківці, Теребовлянський район, Тернопільська область — 22 серпня 1945, ?) — лицар Бронзового хреста бойової заслуги УПА.

## Життєпис
Референт пропаганди Бережанського окружного проводу ОУН (1943—1944), організатор і начальник політвиховного (VІ) відділу ВШВО «Лисоня» (05.-3.10.1944), організатор і керівник школи політвиховників ВО «Лисоня» (06.-07.1944), політвиховник куреня/загону командира «Остапа» (07.-09.1944), редактор газети «Голос УПА», член політвиховного відділу КВШ УПА-Захід (10.1944-08.1945).
Старший булавний УПА (?).

## Нагороди
- Згідно з Наказом Крайового військового штабу УПА-Захід ч. 19 від 1.06.1946 р. старший булавний УПА, член політвиховного відділу Крайового військового штабу УПА-Захід Іван Гуменюк – «Архип» нагороджений Бронзовим хрестом бойової заслуги УПА.

## Вшанування пам'яті
- 23.01.2022 р. від імені Координаційної ради з вшанування пам’яті нагороджених Лицарів ОУН і УПА у м. Тернопіль Бронзовий хрест бойової заслуги УПА (№ 096) переданий Ользі Кіналь, племінниці Івана Гуменюка – «Архипа».